# Injection intraveineuse
Une injection intraveineuse (IV) est l'administration d'un produit sous forme liquide dans une veine en général à l'aide d'une seringue et d'une aiguille.  
Elle est notamment utilisée lorsque l'effet de la substance administrée doit être rapide : il peut s'agir d'un médicament, d'un analgésique, d'un marqueur en imagerie médicale ou d'une drogue. 